# ? (XXXTentacion)
? è il secondo album in studio del rapper statunitense XXXTentacion, pubblicato il 16 marzo 2018 dalla Bad Vibes Forever. L'album inoltre fino ad ora è il più ascoltato nel mondo della musica con 12 miliardi di stream.
Prodotto da John Cunningham, comprende tra gli altri le apparizioni di PnB Rock, Travis Barker e Joey Badass.
Il disco è stato anticipato dai singoli Sad! e Changes, pubblicati entrambi il 2 marzo 2018. Questo è stato l'ultimo album prima della morte del rapper, avvenuta il 18 giugno 2018.

## Antefatti
XXXTentacion ha pubblicato il suo album di debutto in studio, 17 ad agosto 2017. Dopo l'uscita dell'album, ha annunciato che avrebbe abbandonato la musica a causa della negatività e del contraccolpo, anche se alla fine ha firmato un accordo per un album da 6 milioni di dollari con la Caroline Distribution, pubblicando l'11 dicembre 2017 l'EP A Ghetto Christmas Carol sul suo profilo di SoundCloud.
Dopo l'uscita di A Ghetto Christmas Carol, Onfroy annunciò che stava preparando tre nuovi album: Bad Vibes Forever, Skins e ?, dopo essere stato rilasciato dagli arresti domiciliari il 23 dicembre 2017.
La tracklist è stata confermata da Onfroy il 12 marzo 2018 tramite i social media.

## Promozione
La copertina è stata mostrata per la prima volta sulla storia Instagram di XXXTentacion il 28 gennaio 2018, con la didascalia "prossimamente". Successivamente, Onfroy spiegò che:
Il rapper ha pubblicato la canzone Hope sul suo SoundCloud il 21 febbraio 2018, dedicata ai sopravvissuti del massacro alla Marjory Stoneman Douglas High School. Hope è stato pubblicato poco dopo uno spettacolo di beneficenza e ha offerto le condoglianze alle vittime della sparatoria. Il 25 febbraio, dopo l'uscita di Hope, XXXTentacion ha pubblicato vaghi messaggi sui social media accusando il rapper canadese Drake di aver minacciato di assassinarlo insieme a rozze immagini photoshoppate di Drake. Il rapper ha proseguito affermando che i suoi account sono stati violati mentre c'era la speculazione che stava insultando il rapper per la promozione della sua nuova canzone, Sad!.
I singoli principali dell'album, Sad! e Changes sono stati pubblicati il 2 marzo 2018: il primo ha debuttato al numero 17 della Billboard Hot 100, diventando il singolo di XXXTentacion con il punteggio più alto finora, mentre changes ha debuttato al numero 47.

## Pubblicazione
XXXTentacion ha rivelato la data di uscita di ? sulla sua storia su Instagram il 12 marzo 2018. Il disco è stato reso disponibile per il pre-ordine il 15 marzo in formato digitale, a fianco dell'edizione in vinile autografata. L'album è stato ufficialmente pubblicatoil 16 marzo su tutte le piattaforme di streaming e per il download digitale.

## Accoglienza
In una recensione positiva, la pubblicazione online HotNewHipHop ha dichiarato che «nonostante una sezione centrale cedevole, presenta alcuni dei materiali più sfumati e impressionanti di X fino ad oggi», aggiungendo che «l'impegno di X a onorare le sue varie influenze è ammirevole, ma potrebbe essere stato necessario dedicare un po' di tempo in più al sequenziamento di questo caleidoscopio artistico».

## Tracce
1. Introduction (instructions) – 1:57 (testo: Jahseh Onfroy – musica: Jahseh Onfroy)
2. ALONE, PART 3 – 1:49 (testo: Jahseh Onfroy, John Cunningham, Robert Soukiasyan – musica: John Cunningham, Robert Soukiasyan)
3. Moonlight – 2:15 (testo: Jahseh Onfroy, John Cunningham – musica: John Cunningham)
4. SAD! – 2:46 (testo: Jahseh Onfroy, John Cunningham – musica: John Cunningham)
5. the remedy for a broken heart (why am i so in love) – 2:40 (testo: Jahseh Onfroy, John Cunningham – musica: XXXTentacion, John Cunningham)
6. Floor 555 – 1:33 (testo: Jahseh Onfroy, Alejandro Rodriguez – musica: Dell Soda)
7. NUMB – 3:06 (testo: Jahseh Onfroy, John Cunningham, Robert Soukiasyan, Oren Yoel – musica: John Cunningham, Robert Soukiasyan)
8. infinity (888) (feat. Joey Badass) – 2:56 (testo: Jahseh Onfroy, Brandon Beazer, Omari Jabari, Jo-Vaughn Virginie – musica: P. Soul)
9. going down! – 1:55 (testo: Jahseh Onfroy, Bryan Simmons, Jeff LaCroix – musica: Bryan Simmons, Tre Pounds)
10. Pain = BESTFRIEND (feat. Travis Barker) – 1:50 (testo: Jahseh Onfroy, John Cunningham, Robert Soukiasyan, Travis Barker – musica: XXXTentacion, John Cunningham, Robert Soukiasyan)
11. $$$ (feat. Matt Ox) – 2:10 (testo: Jahseh Onfroy, Denmarc Mangupag, Laron Wages, Matthew Grau – musica: Den Beats, Wages)
12. love yourself (interlude) – 0:48 (testo: Jahseh Onfroy, John Cunningham – musica: XXXTentacion, John Cunningham)
13. SMASH! (feat. PnB Rock) – 1:49 (testo: Jahseh Onfroy, PnB Rock, Samuel Jimenez, Gabriel Tavarez – musica: Smash David, Rekless)
14. I don't even speak spanish lol – 3:12 (testo: Jahseh Onfroy, Juan Guerrieri-Maril, Flavio Santana, Judah Amar, Carlos Andrez, John Crawford – musica: Z3N)
15. Changes – 2:02 (testo: Jahseh Onfroy, Allen, John Cunningham – musica: XXXTentacion, John Cunningham)
16. Hope – 1:50 (testo: Jahseh Onfroy, John Cunningham – musica: John Cunningham)
17. schizophrenia – 1:20 (testo: Jahseh Onfroy, John Cunningham, Robert Soukiasyan – musica: John Cunningham, Robert Soukiasyan)
18. before i close my eyes – 1:39 (testo: Jahseh Onfroy, John Cunningham – musica: John Cunningham)

Versione deluxe
1. ALONE, PART 3 (Instrumental) – 1:48 (testo: Jahseh Onfroy, John Cunningham, Robert Soukiasyan – musica: John Cunningham, Robert Soukiasyan)
2. Moonlight (Instrumental) – 2:15 (testo: Jahseh Onfroy, John Cunningham – musica: John Cunningham)
3. SAD! (Instrumental) (feat. PnB Rock) – 2:47 (testo: Jahseh Onfroy, John Cunningham – musica: Jahseh Onfroy, John Cunningham)
4. the remedy for a broken heart (why am i so in love) (Instrumental) – 1:54 (testo: Jahseh Onfroy, John Cunningham – musica: Jahseh Onfroy, John Cunningham)
5. Floor 555 (Instrumental) – 1:34 (testo: Jahseh Onfroy, Alejandro Gabriel Angelo Rodriguez – musica: Dell Soda)
6. NUMB (Instrumental) – 3:06 (testo: Jahseh Onfroy, John Cunningham, Robert Soukiasyan, Oren Yoel – musica: John Cunnigham, Robert Soukiasyan)
7. infinity (888) (Instrumental) – 2:57 (testo: Jahseh Onfroy, P. Soul, Joey Bada$$ – musica: P. Soul)
8. going down! (Instrumental) – 1:55 (testo: Jahseh Onfroy, TrePounds, Bryan Simmons – musica: TrePounds, Bryan Simmons)
9. Pain = BESTFRIEND (Instrumental) – 1:42 (testo: Jahseh Onfroy, John Cunningham, Robert Soukiasyan, Travis Barker – musica: Jahseh Onfroy, John Cunningham, Robert Soukiasyan, Travis Barker)
10. $$$ (Instrumental) – 2:10 (testo: Jahseh Onfroy, Matt Ox, Laron, Denmarc Mangupag – musica: Laron, Den Beats)
11. love yourself (interlude) (Instrumental) – 0:49 (testo: Jahseh Onfroy, John Cunningham – musica: Jahseh Onfroy, John Cunningham)
12. SMASH! (Instrumental) – 1:50 (testo: Jahseh Onfroy, PnB Rock, Smash David – musica: Smash David)
13. I don't even speak spanish lol (Instrumental) – 3:12 (testo: Jahseh Onfroy, Juan Guerrieri Maril, Flavio Santana, Judah, Carlos Andrez, John Crawford, Franck Bondrille – musica: Z3N)
14. changes (Instrumental) – 1:59 (testo: Jahseh Onfroy, John Cunningham, PnB Rock – musica: John Cunningham)
15. Hope (Instrumental) – 1:51 (testo: Jahseh Onfroy, John Cunningham – musica: John Cunningham)
16. schizophrenia (Instrumental) – 1:20 (testo: Jahseh Onfroy, John Cunningham, Robert Soukiasyan – musica: John Cunningham, Robert Soukiasyan)
17. before i close my eyes (Instrumental) – 1:40 (testo: Jahseh Onfroy, John Cunningham – musica: John Cunningham)
18. Nocturne (a tribute to XXXTENTACION) – 2:11 (testo: Yōko Shimomura – musica: Yōko Shimomura, John Cunnigham)
19. Hope (Freestyle) – 2:18 (testo: Jahseh Onfroy, John Cunningham – musica: John Cunningham)
20. Jah on drums – 0:59 (testo: Jahseh Onfroy – musica: Jahseh Onfroy)
21. NUMB (Acoustic) – 2:32 (testo: Jahseh Onfroy, John Cunningham, Robert Soukiasyan, Oren Yoel – musica: John Cunningham)
22. #PROUDCATOWNERREMIX (feat. Rico Nasty) – 2:37 (testo: Jahseh Onfroy, Rico Nasty, Ronny J – musica: Ronny J)
23. A GHETTO CHRISTMAS CAROL – 1:45 (testo: Jahseh Onfroy, Ronald Spence, Jr., Kevin Gomringer, Tim Gomringer – musica: Ronny J, Cubeatz)
24. hate will never win – 1:44 (testo: Jahseh Onfroy, James Yancey – musica: James Yancey)
25. UP LIKE AN INSOMNIAC (Freestyle) – 2:31 (testo: Jahseh Onfroy, Ronald Spence, Jr. – musica: Jahseh Onfroy, Ronald Spence, Jr.)
26. Red Light! – 1:05 (testo: Jahseh Onfroy, Ronald Spence, Jr. – musica: Ronald Spence, Jr.)
27. Indecision – 2:04 (testo: Jahseh Onfroy – musica: Jahseh Onfroy)
28. voice memo 1: ALONE, PART 3 – 2:37 (testo: Jahseh Onfroy, John Cunningham, Robert Soukiasyan – musica: Jahseh Onfroy, John Cunningham)
29. voice memo 2: SAD! – 3:38 (testo: Jahseh Onfroy – musica: Jahseh Onfroy, John Cunningham)
30. voice memo 3: Moonlight – 2:29 (testo: Jahseh Onfroy – musica: John Cunningham)
31. voice memo 4: the remedy for a broken heart – 2:29 (testo: Jahseh Onfroy – musica: Jahseh Onfroy, John Cunningham)
32. voice memo 5: going down! – 1:40 (testo: Jahseh Onfroy – musica: TrePounds, Bryan Simmons)
33. voice memo 6: changes – 3:29 (testo: Jahseh Onfroy – musica: Jahseh Onfroy, PnB Rock)
34. voice memo 7: before i close my eyes – 2:10 (testo: Jahseh Onfroy – musica: John Cunningham)
35. voice memo 8: SAD! video concept – 3:14 (testo: Jahseh Onfroy)

## Formazione
Musicisti
- XXXTentacion – voce, testi, produzione, chitarra (traccia 17), pianoforte (traccia 15), registrazione, missaggio
- Joey Badass – voce, testi (traccia 8)
- Travis Barker – batteria, testi (traccia 10)
- Matt Ox – voce, testi (traccia 11)
- PnB Rock – voce (traccia 13)
- Rio Santana – voce, testi (traccia 14)
- Judah – testi (traccia 14)
- Carlos Andrez – testi (traccia 14)
- Adolfo Mercado – batteria (traccia 17)
- John Cunningham – chirarra (tracce 2, 5, 7, 10, 12, 17, 18), pianoforte (tracce 2, 7, 18), batteria (traccia 2), pianola (tracce 3, 4, 16), basso (tracce 7, 10, 17), corde (tracce 15, 18), produzione, missaggio, registrazione
- Robert Soukiasyan – batteria (traccia 7), chitarra (traccia 17), registrazione, missaggio, produzione, co-produzione

Produzione
- Dell Soda – produzione
- P. Soul – produzione
- TM88 – produzione
- Tre Pounds – produzione
- Den Beats – produzione
- Laron Wages – produzione
- Smash David – produzione
- Rekless – produzione
- Dave Kutch – mastering
- Kevin Peterson – assistente mastering, mastering
- John Crawford – registrazione
- Koen Heldens – missaggio
- Chris Quock – assistente registrazione
- Matt Malpass – registrazione
- Z3N – registrazione, missaggio, produzione
- Karl Wingate – assistente registrazione

## Classifiche

### Classifiche settimanali
| Classifica (2018) | Posizione massima |
| ----------------- | ----------------- |
| Australia         | 2                 |
| Austria           | 5                 |
| Belgio (Fiandre)  | 3                 |
| Belgio (Vallonia) | 3                 |
| Canada            | 1                 |
| Danimarca         | 1                 |
| Finlandia         | 2                 |
| Francia           | 66                |
| Germania          | 13                |
| Italia            | 8                 |
| Lettonia          | 1                 |
| Nuova Zelanda     | 1                 |
| Norvegia          | 1                 |
| Paesi Bassi       | 1                 |
| Regno Unito       | 3                 |
| Stati Uniti       | 1                 |
| Svezia            | 1                 |
| Svizzera          | 4                 |

### Classifiche di fine anno
| Classifica (2018) | Posizione |
| ----------------- | --------- |
| Islanda           | 12        |
| Classifica (2019) | Posizione |
| Islanda           | 34        |
| Classifica (2020) | Posizione |
| Australia         | 36        |
| Austria           | 72        |
| Belgio (Fiandre)  | 23        |
| Belgio (Vallonia) | 62        |
| Canada            | 48        |
| Danimarca         | 33        |
| Francia           | 131       |
| Irlanda           | 32        |
| Islanda           | 58        |
| Norvegia          | 22        |
| Nuova Zelanda     | 27        |
| Paesi Bassi       | 32        |
| Regno Unito       | 44        |
| Stati Uniti       | 59        |
| Svezia            | 62        |
| Classifica (2021) | Posizione |
| Australia         | 40        |
| Austria           | 34        |
| Belgio (Fiandre)  | 27        |
| Belgio (Vallonia) | 77        |
| Canada            | 47        |
| Danimarca         | 44        |
| Islanda           | 99        |
| Norvegia          | 37        |
| Paesi Bassi       | 51        |
| Regno Unito       | 66        |
| Stati Uniti       | 74        |
| Svizzera          | 86        |
| Classifica (2022) | Posizione |
| Australia         | 60        |
| Austria           | 57        |
| Belgio (Fiandre)  | 48        |
| Belgio (Vallonia) | 83        |
| Danimarca         | 76        |
| Germania          | 100       |
| Lituania          | 100       |
| Paesi Bassi       | 82        |
| Svizzera          | 94        |

### Classifiche di fine decennio
| Classifica (2010-19) | Posizione |
| -------------------- | --------- |
| Paesi Bassi          | 83        |